# Савельев, Николай Александрович (терапевт)
Никола́й Алекса́ндрович Саве́льев (1862 — после 1917) — российский медик, терапевт, доктор медицины, профессор Московского и Юрьевского университетов.

## Биография
Из дворян. Окончил медицинский факультет Московского университета (1885). В 1892 году защитил в Московском университете докторскую диссертацию («Историко-экспериментальное исследование по физиологии Nervi olfactorii») (1892) и был назначен сверхштатным клиническим ординатором при Варшавском университете, и в том же году отправился за границу для усовершенствования. Усовершенствовался за границей (1892—1894). В 1894 году был утверждён приват-доцентом Московского университета по кафедре частной патологии и терапии Московского университета. 
С 1898 года — профессор по кафедре специальной патологии и клиники Юрьевского университета, директор университетской поликлиники; в 1904 году был переведён на должность ординарного профессора.
В 1911–1918 гг. — ординарный профессор кафедры терапевтической госпитальной клиники медицинского факультета Московского университета. Помимо чтения лекций три раза в неделю, Савельев также занимался созданием при клинике музея рентгеновских снимков. Во время 1-й мировой войны клиника частично функционировала как военный госпиталь. В 1914 году Савельев возглавил клиническую комиссию по борьбе с эктопаразитами как распространителями и переносчиками острых инфекционных болезней. Также по его инициативе при клинике была организована одна из первых в России мастерских по изготовлению медицинских термометров. В 1917 Савельев ушёл в отставку.

## Научная деятельность
Описал признак стеноза левого атриовентрикулярного отверстия: ослабление пульсовой волны на левой лучевой артерии, особенно в положении лёжа на левом боку (симптом Савельева — Попова).

### Избранные труды
Источник - Электронные каталоги РНБ
- Блуждающая селезёнка и её лечение. — М.: т-во тип. А. И. Мамонтова, 1901 — 16 с. (из журн. Мед. обозрение. — 1901, июль).
- Дифференциальная диагностика и лечение внутренних болезней : Клинические картины в описании и фотографическом изображении. — Юрьев: тип. К. Маттисена, 1907. — Т. 1 : Болезни органов пищеварения : Болезни органов мочеотделения : Болезни органов пищеварения : Болезни крови, обмена веществ и питания : Болезни органов движения. — 714 с.
  -  — 2-е изд., доп. — Юрьев: тип. К. Маттисена, 1912. — 626 с.
- Историко-экспериментальное исследование по физиологии Nervi olfactorii : Дисс. … д-ра мед. — М.: Университетск. тип., 1892. — 254 с.
- К лечению язвы желудка висмутом : (Из 3-й мед. клиники и университетск. поликлиники prof. Senator’а в Берлине). — СПб.: Губ. тип., 1894. — 22 с. (перепеч. из газ. Медицина. — 1894. — № 20).
- К симптоматологии и дифференциальному диагнозу митрального стеноза : Из Юрьевской унив. поликлиники и Берлинского анатом. ин-та. — СПб.: тип. Первой спб. труд. артели, 1910. — 22 с. (отд. отт. из газ. Практический врач. — 1910. — № 34-35).
- Клизмы : (Энтеро-диаклизмы). — М.: Университетск. тип., 1896. — 38 с. (из Тр. О-ва рус. врачей).
- Материалы для выяснения значения glandulae thymus. Влияние экстирпации её на течение инфекционных болезней // Медицина. — 1895. — № 5.
- О ферментах поджелудочной железы. — М.: т-во тип. А. И. Мамонтова, 1897. — 13 с. (из журн. Мед. обозрение. — 1897, июнь) в соавт. с И. И. Стоцким.
- Несовместимость лекарственных веществ между собою (плохая растворимость, ядовитость продукта их взаимодействия, взрывчатость и пр.), условий их приготовления, хранения и т. д. Пособие при прописывании лекарств. — Юрьев: типо-лит. Г. Лаакмана, 1904. — 45 с.
- О фонэндоскопии, как о диагностическом методе исследования. — М.: т-во тип. А. И. Мамонтова, 1898. — 16 с. (из журн. Мед. обозрение. — 1898, апрель)
- Об ацетоне в желудочном содержимом при болезнях желудка : (Из 3-й мед. клиники и университетск. поликлиники prof. Senator’а в Берлине). — СПб.: тип. М. М. Стасюлевича, 1894. — 15 с. (отд. отт. из Больничной газеты Боткина. — 1894. — № 17, 18).
- Поликлиника в России : Деятельность поликлиники и её значение в деле практич. подготовки будущих врачей. — Юрьев: тип. К. Маттисена, 1908. — 58 с. (отт. из Учён. записок Имп. Юрьевск. ун-та. — 1908).
- Применение некоторых механических факторов к лечению желудочных и кишечных болезней // Медицинское обозрение. — 1896. — № 18.
- Сборник рецептов : С табл. высш. однократных и суточных приёмов для взрослых и детей. — М., 1917. — 64 с.
- Экстирпация glandulae thymi и её влияние на течение инфекционных болезней. — СПб.: С.-Петерб. губ. тип., 1895. — 16 с. (отд отт. из газ. Медицина. — 1895. — № 5).
- Электрическое освещение желудка и его услуги при диагнозе болезней желудка : (Из Берлинск. мед. поликлиники prof. Senator’а). — СПб.: Губ. тип., 1893. — 16 с. (перепеч. из газ. Медицина).
- Эмболия артерий черепного мозга : (Эксперим.-клинич. исследование, из Берлинск. патол. ин-та). — СПб., 1894. — 24 с. (отд. отт. из газ. Медицина).